# Länsikeskus
Länsikeskus auparavant Kuninkoja est un district de Turku en Finlande. 

## Quartiers du Länsikeskus
Connu également sous le nom de Suuralue 7, la zone est située au nord-est du centre-ville de Turku.
Le district est composé de 7 quartiers.
- 65.Mälikkälä,
- 66.Teräsrautela,
- 67.Ruohonpää,
- 68.Pitkämäki,
- 69.Vätti,
- 70.Kähäri ,
- 71. Pohjola,

## Galerie

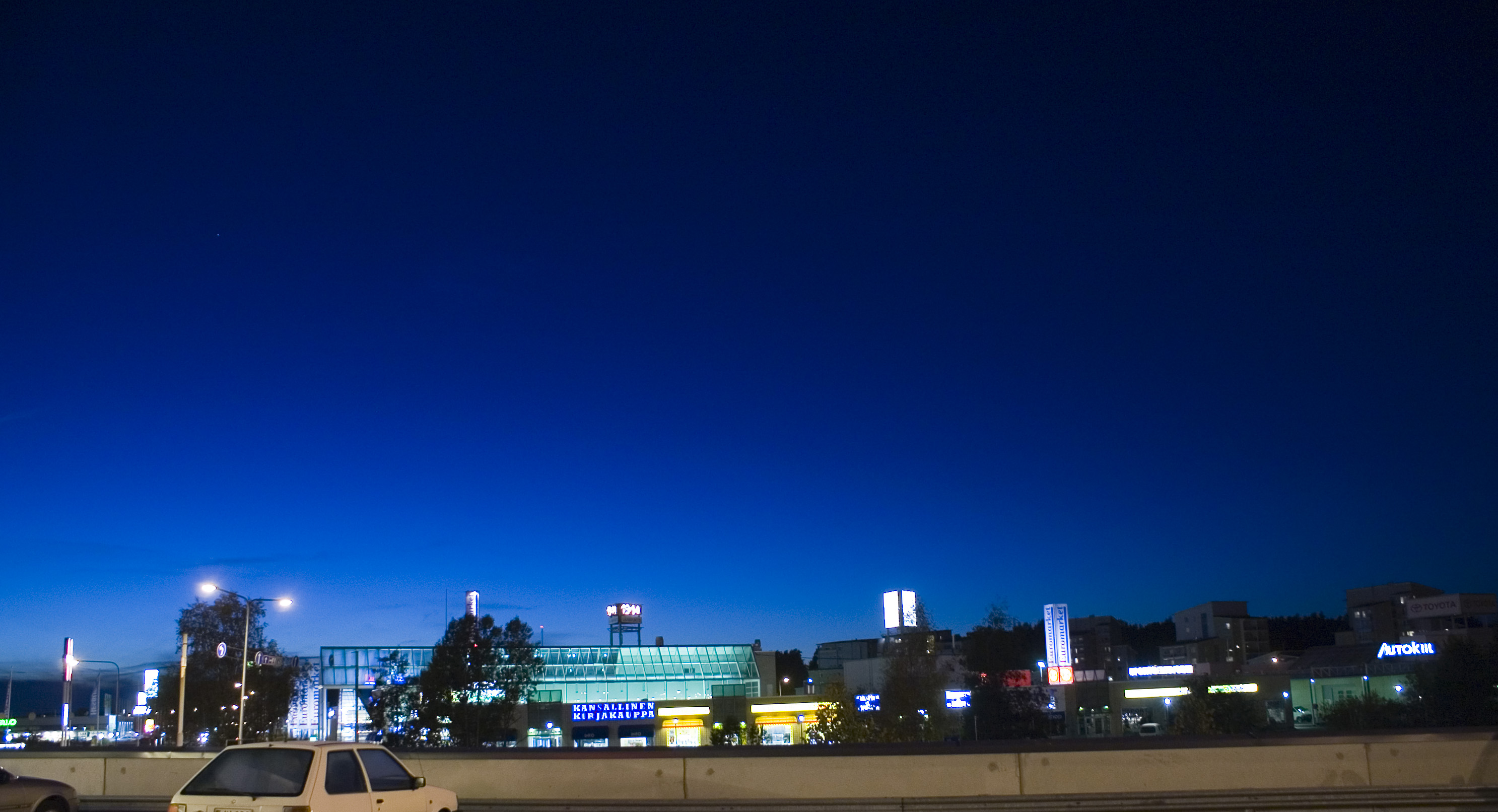
Länsikeskus